# Don Baird
Don Baird, wł. Donald George Baird (ur. 29 maja 1951) – australijski lekkoatleta, specjalista w skoku o tyczce, mistrz i wicemistrz igrzysk Wspólnoty Narodów, olimpijczyk.
Zwyciężył w skoku o tyczce na igrzyskach Brytyjskiej Wspólnoty Narodów w 1974 w Christchurch, wyprzedzając Mike’a Bulla z Irlandii Północnej i Briana Hoopera z Anglii. Zajął 12. miejsce na igrzyskach olimpijskich w 1976 w Montrealu oraz 4. miejsce w zawodach pucharu świata w 1977 w Düsseldorfie.
Zdobył srebrny medal na igrzyskach Wspólnoty Narodów w 1978 w Edmonton (przegrywając z Kanadyjczykiem Bruce’em Simpsonem, a wyprzedzając ponownie Briana Hoopera).
Nie zdobył medalu na mistrzostwach Australii, natomiast był mistrzem Republiki Federalnej Niemiec w 1974, mistrzem Francji i Stanów Zjednoczonych (AAU) w 1975 oraz akademickim mistrzem Stanów Zjednoczonych (NCAA) w hali w 1977.
Siedmiokrotnie poprawiał rekord Australii do wyniku 5,53 m, uzyskanego 16 kwietnia 1977 w Long Beach. Był to również najlepszy wynik na otwartym stadionie w jego karierze, natomiast w hali jego rekord życiowy wynosił 5,41 m (21 lutego 1975 w Nowym Jorku).